# 幸州山城之戰
幸州山城之戰，又稱幸州大捷，是第一次萬曆朝鮮之役中的一場戰鬥，地點位於朝鮮半島的幸州山城（韓語：행주산성，現在的京畿道高陽市德陽區幸州內洞），發生在萬曆二十一年/文祿二年（1593年）的陰曆二月十二日。這場戰鬥的結果是朝鮮勝利，此戰和晉州大捷與閑山島大捷並稱為壬辰衛國戰爭中的三大捷。

## 戰前
萬曆二十一年（1593年）正月月底，明、日雙方發生碧蹄館之戰，明軍戰敗，由於補給問題還有擔心位於咸鏡道的加藤清正經由德源、陽德從後方偷襲包圍，明軍司令李如松撤退回平壤，漢城附近只剩下少部分聯軍勢力駐守。

### 明軍駐防狀況
- 副總兵查大受——臨津江右岸（游擊作戰）
- 副總兵祖承訓、王必迪、參將李寧——開城

### 朝軍駐防狀況
- 巡邊使李薲——坡州
- 都元帥金命元——臨津鎮
- 倡義使金千鎰、京畿道水使李蘋、忠清道水使丁傑——江華島

## 戰爭起因

### 日軍西進戰略
碧蹄館之戰雖然日軍付出比明軍慘重的傷亡，但仍利用人數和地利優勢擊潰明軍，一掃平壤之戰戰敗的陰霾，日軍企圖西進，幸州位於漢城西北只有二十八里，形勢重要，成為西進的第一個攻略目標。

### 幸州的戰略價值
幸州位於漢江下游東岸，除了是漢城西方重要的屏障，也是從漢城西進的必經之地，此外，控制了幸州也等於控制了附近水路，漢江在此處北轉接入臨津江，聯軍可以從此處延漢江逆流而上直撲漢城。
幸州山城矗立在德陽山頂（海拔約125公尺），南面有漢江天險，東側又有昌陵川保護，附近遍佈沼澤，只有西北方向狹窄的唯一出路，是一座易守難攻的山城。

### 權慄移防幸州山城
早在萬曆二十年七月，權慄就在梨峙之戰以寡敵眾，把小早川隆景的第六軍團擋在全羅道之外，被朝廷授予全羅道巡察使，之後權慄逐漸向北部運動，在漢城附近與日軍多次交手，聯軍攻陷平壤後，權慄搶先進佔水原秃城（今烏山市紙串洞），日軍曾經圍攻一個多月依然無法攻下。
碧蹄館之戰後，權慄又進駐幸州山城，除了本部約2300人守城之外，又派副將宣居宜領1700人駐守衿川、全羅道召募使邊以中駐防陽川山，彼此互為犄角，部屬完畢，權慄又命令手下趕緊加固城防，在城下建造許多防柵，並且搜集了許多火器和投石車。

## 戰爭過程
二月十一日，朝鮮斥侯隊在漢城附近遭到日軍襲擊，傷亡八十餘人。二月十二日大清早，天還沒亮，日軍自漢城出發，大約六點抵達幸州山城並開始攻擊。

### 日軍編制
- 第一隊　小西行長（6629人）
- 第二隊　石田三成（1546人）、增田長盛（1629人）、大谷吉繼（1505人）、前野長康（717人）
- 第三隊　黑田長政（5269）
- 第四隊　宇喜多秀家（5352）
- 第五隊　吉川廣家（9522）
- 第六隊　毛利元康（1425人）、小早川秀包
- 第七隊　小早川隆景

日軍號稱出動三萬餘人，這次出戰日軍並未詳細記載各部動員人數，此處引用同年三月廿日幸州山城之戰後日軍奉行在漢城統計的各部人數。

### 日軍攻城
日軍從西北山坡分三批依次進攻，吉川廣家、毛利元康、戶川達安三隊挺進突破第一城柵，但幸州山城正面空間不大，戰場狹窄，日軍仰攻相當困難，朝鮮守軍各式弓弩火器紛紛射擊，還不斷扔下滾木和石塊，一時之間矢石多如雨下，第一波攻勢很快便敗退下來，日軍趕緊補充兵力再次進攻（第四隊、第五隊、第六隊），在守軍高密度火器箭矢攻擊中，終於攻破重重柵欄抵達城下，雖然日軍的傷亡不斷擴大，但是人數的優勢開始讓朝鮮守軍感受到壓力了，城中陷入緊張的氣氛，不過主將權慄身先士卒，帶著佩劍四處督戰，大大激勵了士氣，守軍又退無可退，背水一戰，在小小的山城之中，守軍爆發出無比的戰鬥力。

### 朝軍水路增援
戰鬥進行到下午，京畿道水使李蘋從江華島帶了十幾艘船從漢江上對幸州山城進行補給並企圖增援，日軍未能控制水路，無法將幸州山城有效的包圍，到了下午五點，日軍撤退回到漢城，權慄再次率領朝鮮部隊以寡敵眾守住幸州山城。

## 戰後

### 日方傷亡
這次作戰日軍傷亡慘重，包括總大將宇喜多秀家在內，前野長康、石田三成、吉川廣家等將領皆負傷。

### 朝鮮慘勝
雖然朝鮮守軍獲得勝利，但也付出相當大的傷亡，而且幸州山城已經殘破不堪，無法在抵擋下一次攻擊，權慄害怕日軍再次進攻，便主動毀壞營柵，撤往臨津和都元帥金命元會合。（日方則記載撤往坡州和李薲會合。）

### 明軍截糧
明軍主力此時雖然正向平壤撤退，但是亦收到這場戰鬥的諜報，李如松立刻派手下尋找機會去襲擊日軍的龍山糧倉，日軍在守軍不足的狀況下損失大批糧草，陷入和明軍同樣補給困難的窘境，使得雙方漸趨向議和的共識。
日方記載明軍截糧和此戰同時，小西行長甚至因此在二月廿四日組成消防隊，而《明史紀事本末》記載為三月，時間上有些許出入。

## 腳註
1. ↑   .   [2013-10-21]. （原始内容存档于2013-10-21）.
2. 1 2 3 4  [.   [2013-10-20]. （原始内容存档于2016-03-04）. 网址－维基内链冲突 (帮助) ，133頁]
3. 1 2  .   [2013-10-21]. （原始内容存档于2013-10-22）.
4. ↑  [.   [2013-10-21]. （原始内容存档于2013-10-21）. 网址－维基内链冲突 (帮助) ，134頁]
5. ↑  .   [2013-10-21]. （原始内容存档于2013-10-21）.

## 外部連結
- 禿山城洗馬臺址：韓國旅遊官方網站 （页面存档备份，存于）
- 幸州山城(행주산성)：韓國旅遊官方網站 （页面存档备份，存于）